# Pool de mineração
Em Mineração de Bitcoin e criptomoedas em geral, os pools de mineração (ou piscinas de mineração) são grupos de mineradores que cooperam entre si e que concordam em dividir recompensas de bloco em proporção ao seu poder de hashing de mineração contribuído. Com os pools de Mineração, é possível trabalhar com outros mineiros e dispositivos pela Internet para reunir seus recursos na realização de cálculos complexos para gerar blocos de dados. Cada recompensa de bloco é distribuída para cada minerador com base em quanto poder de hashing eles têm em comparação com o conjunto inteiro. Ou seja, a "recompensa"  é dividida proporcionalmente entre cada participante, tornando a mineração muito mais rápida.
Enquanto as pools de mineração fazem com que o minerador médio melhore as suas recompensas torne-as mais previsíveis, por outro lado, concentra e centraliza o poder para o proprietário do pool de mineração. Por este motivo, alguns estudiosos afirmam que a mineração se torna "vulnerável". Além disso, também há estudos que indicam que uma pool atacante pode sabotar piscinas abertas concorrentes fingindo ser um membro, mas nunca compartilhando suas provas de trabalho. Dessa forma o pool atacada irá compartilhar sua receita com a pool atacante, e assim cada um de seus participantes ganhará menos. Entretanto uma análise do ponto de vista de teoria dos jogos mostra que esse ataque reduziria a receita de todas as pools, sendo a não existência do ataque a estratégia ideal para todos
Os mineradores podem, no entanto, optar por redirecionar seu poder de hashing para um pool de mineração diferente a qualquer momento.
Embora possamos ver quais pools de mineração são os maiores, é importante entender que o poder de hash apontado em direção a um pool de mineração não é necessariamente propriedade do próprio pool de mineração.

## Importância
Com o aumento da dificuldade de geração, a mineração com dispositivos de baixo desempenho pode levar um tempo muito longo antes da geração de blocos. Por exemplo, com uma velocidade de mineração de 1000 Khps, com uma dificuldade de 14484 (que estava em vigor no final de Dezembro de 2010), o tempo médio para gerar um bloco é de quase 2 anos.
Para fornecer um incentivo mais suave a mineradores de menor desempenho, vários mineradores agrupados, usando abordagens diferentes, foram criados. Com um Pool de Mineração, muitas pessoas diferentes contribuem para gerar um bloco, e a recompensa é então dividida entre eles de acordo com sua contribuição de processamento. Dessa forma, em vez de esperar por anos para gerar uma determinada quantidade de btc em um bloco, um minerador menor pode obter uma fração de Bitcoin em uma base mais regular.
Uma parcela é concedida pelo pool de mineração para os clientes que apresentam uma prova de trabalho válida, do mesmo tipo que a prova de trabalho usada para criar blocos, mas de menor dificuldade, de modo que requer menos tempo, em média, para gerar.

## Dificuldade
A dificuldade é um fator muito importante na mineração, mas é bem simples de entender. Basicamente é o número de pessoas que se têm minerando em uma criptomoeda.
Por exemplo, uma piscina onde apenas duas pessoas estão retirando água com bombas. Essas pessoas irão retirar muita  água, pois são poucas bombas. Agora se mais pessoas começam a retirar água dessa mesma piscina, as bombas irão retirar menos águas. Ou seja, quando se têm poucas pessoas minerando a dificuldade é baixa, do contrário, alta.

## Abordagens
O problema com a mineração em Pool é que algumas etapas devem ser tomadas para evitar fraudes pelos clientes e pelo servidor. Os pools de mineração podem conter centenas ou milhares de mineiros usando protocolos especializados.
Calcular sua parte dos bitcoins extraídos pode ser complexo. Em um esforço contínuo para chegar ao método mais justo e impedir o jogo do sistema, muitos esquemas de cálculo foram inventados. Os dois tipos mais populares são o PPS e o DGM.
Atualmente, existem várias abordagens diferentes que são utilizadas:

### Abordagem da Lama ("Slush Approach")
Bitcoin Pooled Mining (BPM), por vezes referido como "slush's pool", segue um método baseado em pontuação. As ações mais antigas (desde o início da rodada) têm um peso menor do que as ações mais recentes, o que reduz a motivação para trapacear alternando entre as pools dentro de uma rodada.

### Abordagem Pagamento por Ação ("Pay-per-Share Approach")
A abordagem Pay-per-Share (PPS), descrita pela primeira vez pela BitPenny, é oferecer um pagamento fixo instantâneo para cada ação que é resolvida. O pagamento é oferecido a partir do saldo existente da pool e, portanto, pode ser retirado imediatamente, sem esperar que um bloco seja resolvido ou confirmado. A possibilidade de enganar os mineiros pelo operador da piscina e pelo tempo de ataques é, assim, completamente eliminada.
Esse método resulta na menor variância possível para os mineradores durante a transferência de todos os riscos para o operador do pool. A possibilidade resultante de perda para o servidor é compensada pela configuração de um pagamento inferior ao valor esperado total.
Os esquemas de pagamento do PPS exigem uma reserva muito grande de 10.000 BTCs para garantir que eles tenham os meios de suportar uma série de má sorte. Por esse motivo, a maioria dos pools de mineração não suporta mais isso. Um dos poucos conjuntos de PPS restantes é o EclipseMC. O DGM é um esquema de pagamento popular porque oferece um ótimo equilíbrio entre os blocos de rodada curta e de longo prazo. No entanto, os usuários finais devem aguardar por confirmações completas da rodada após o processamento dos blocos.

### Abordagem Pagamento por Ação Total ("Full Pay-per-Share Approach")
A abordagem Full Pay-per-Share (FPPS), criada pela equipe da BTC.com, visa beneficiar os mineiros da alta taxa de transação. Ela irá calcular uma taxa de transação padrão dentro de um determinado período, adicioná-lo nas recompensas de bloco (12,5 BTC a cada bloco) e depois distribuir o todo para os mineiros de acordo com o modo PPS.
Este método mantém as vantagens do PPS e paga mais aos mineiros, compartilhando algumas das taxas de transação.

### Abordagem Proporcional (PROP)
A abordagem proporcional também é chamada de PROP (do inglês proportional). Após o término do bloco, os usuários são recompensados proporcionalmente ao número de ações que ele possui na pool e ao total de ações na cripto-mineração.

### Abordagem Pagamento por Últimas N Ações (PPLNS)
A abordagem PPLNS (Pay Per Last N Shares) é semelhante ao método proporcional, mas em vez de contar o número de ações na rodada, ele analisa as últimas N ações, independentemente dos limites da rodada.

### Método Geométrico Duplo (DGM)
O Método Geométrico Duplo, ou simplesmente DGM (do inglês Double Geometric Method) é uma abordagem híbrida que permite ao operador absorver parte do risco. O operador recebe uma parcela dos pagamentos durante as rodadas curtas e o retorna durante rodadas mais longas para normalizar os pagamentos.

### Abordagem Pagamento Máximo Compartilhado por Ação (SMPPS)
O Pagamento Máximo Compartilhado por Ação, ou simplesmente SMPPS (do inglês Shared Maximum Pay Per Share) usa uma abordagem semelhante ao PPS, mas nunca paga mais do que o pool de mineração de Bitcoin ganhou.

### Abordagem Pagamento Máximo Compartilhado Equalizado por Ação (ESMPPS)
Também chamado de ESMPPS (do inglês ), o Pagamento Máximo Compartilhado Equalizado por Ação é igual ao Pagamento Máximo Compartilhado por Ação (SMPPS), mas distribui pagamentos igualmente entre todos os mineiros no pool de mineração de Bitcoin.

### Abordagem de Pagamento Máximo Compartilhado por Compartilhamento mais Recente (RSMPPS)
O Pagamento Máximo Compartilhado por Compartilhamento mais Recente (RSMPPS, do inglês Recent Shared Maximum Pay Per Share) também é semelhante ao SMPPS, mas o sistema prioriza os mineradores de Bitcoin mais recentes primeiro.

### Abordagem de Pagamento Limitado por Ação com Pagamento Retroativo Recente (CPPSRB)
A Abordagem de Pagamento Limitado por Ação com Pagamento Retroativo Recente, também conhecida por sua sigla CPPSRB (do inglês Capped Pay Per Share with Backpay) usa um sistema de recompensa de pagamento máximo por ação (MPPS, do inglês Maximum Pay Per Share) que pagará tanto quanto possível aos mineradores de Bitcoin usando a receita de encontrar blocos, mas nunca irá à falência.

### Abordagem de Pagamento no Alvo (POT)
A abordagem de Pagamento no Alvo (POT, do inglês Pay on Target) é uma PPS de alta variância que paga de acordo com a dificuldade de trabalho devolvida à piscina por um mineiro, em vez da dificuldade de trabalho realizada pela própria piscina.

### Abordagem de Pontuação ("Score")
A "Score" é uma abordagem baseada em pontuação, e utiliza um sistema em que uma recompensa proporcional é distribuída e pesada no momento em que o trabalho foi submetido. Esse processo faz com que as ações posteriores valham mais do que as ações anteriores e sejam pontuadas pelo tempo, portanto, as recompensas são calculadas proporcionalmente às pontuações obtidas e não às ações enviadas.

### Abordagem de Luke-Jr ("Eligius")
Luke surgiu com uma terceira abordagem, emprestando forças dos dois primeiros tipos. Como a abordagem do slush, os mineiros submetem provas de trabalho para ganhar ações. Como a abordagem Pay-per-Share, a piscina paga imediatamente através da geração de blocos. Ao distribuir recompensas de bloco, ele é dividido igualmente entre todos os compartilhamentos desde o último bloco válido. Ao contrário de qualquer abordagem de pool preexistente, isso significa que as ações que contribuíram para que os blocos obsoletos sejam reciclados nas ações do próximo bloco. A fim de dispensar os mineradores participantes das taxas de transação, as recompensas são pagas somente se um minerador tiver ganho pelo menos 0.67108864 BTC (400 TBC). Se a quantia devida for menor, ela será adicionada aos ganhos de um bloco posterior (que pode então totalizar acima do valor limite). Se um minerador não enviar uma ação por mais de uma semana, o pool enviará qualquer saldo remanescente, independentemente de seu tamanho.

### Abordagem P2Pool
Os nós de mineração P2Pool trabalham em uma cadeia de compartilhamentos semelhante ao blockchain do Bitcoin. Quando um bloco é encontrado, o prêmio é dividido entre os compartilhamentos mais recentes neste blockchain de compartilhamento. Assim como o Pay-per-Share e o Luke-Jr, o p2pool paga via geração.

### Tripleminação
A Tripleminação (Triplemining) reúne pools de tamanho médio sem taxas e redistribui 1% de cada bloco encontrado, o que permite que sua participação cresça mais rápido do que qualquer outra abordagem de pool de mineração de Bitcoin. Os administradores desses pools de mineração de Bitcoin usam alguns dos Bitcoins gerados quando um bloco é encontrado para adicionar a um jackpot que é acionado e pago ao membro do pool que encontrou o bloco. Desta forma, todos na piscina têm uma chance melhor de criar Bitcoins adicionais, independentemente do seu poder de processamento.

### "Comparison"
A abordagem de mineração cooperativa (slush e Luke-Jr) usa muito menos recursos no servidor do pool, pois, em vez de verificar continuamente os metahashes, tudo o que precisa ser verificado é a validade dos compartilhamentos enviados. O número de compartilhamentos enviados pode ser ajustado ajustando o nível de dificuldade artificial.
Além disso, a abordagem de mineração cooperativa permite que os clientes usem mineiros existentes sem qualquer modificação, enquanto a abordagem puddinpop requer o mineiro de pool personalizado, que até o momento não é tão eficiente na mineração de GPU quanto os mineradores de GPU existentes.
Além disso, as abordagens puddinpop e Luke-Jr de distribuir os lucros por meio da inclusão de valores precisos de sub-centavos na transação de geração para os participantes resultam na presença de quantias de centavos subcêntricos em sua carteira, que podem desaparecer mais tarde (como taxas desnecessárias) devido a um bug em nós de bitcoin antigos (anteriores a 0.3.21). Por exemplo, se você tiver uma transação com 0,052 em sua carteira e depois enviar 0,05 para alguém, seu .002 desaparecerá.

## Multipools
Multipools alternam entre diferentes altcoins e calculam constantemente qual moeda é, naquele momento, a mais lucrativa. Dois fatores-chave estão envolvidos no algoritmo que calcula a lucratividade: o tempo de bloqueio e o preço nas trocas. Para evitar a necessidade de muitas carteiras diferentes para todas as possíveis moedas mináveis, multipools podem trocar automaticamente a moeda minerada por uma moeda que é aceita no mainstream (por exemplo, bitcoin). Usando este método, as moedas mais lucrativas serão extraídas e depois vendidas para a moeda pretendida, sendo possível receber mais moedas na moeda pretendida do que minerando apenas essa moeda. Este método também aumenta a demanda da moeda pretendida, o que tem o efeito colateral de aumentar ou estabilizar o valor da moeda pretendida.

## Maiores Pools de Mineração

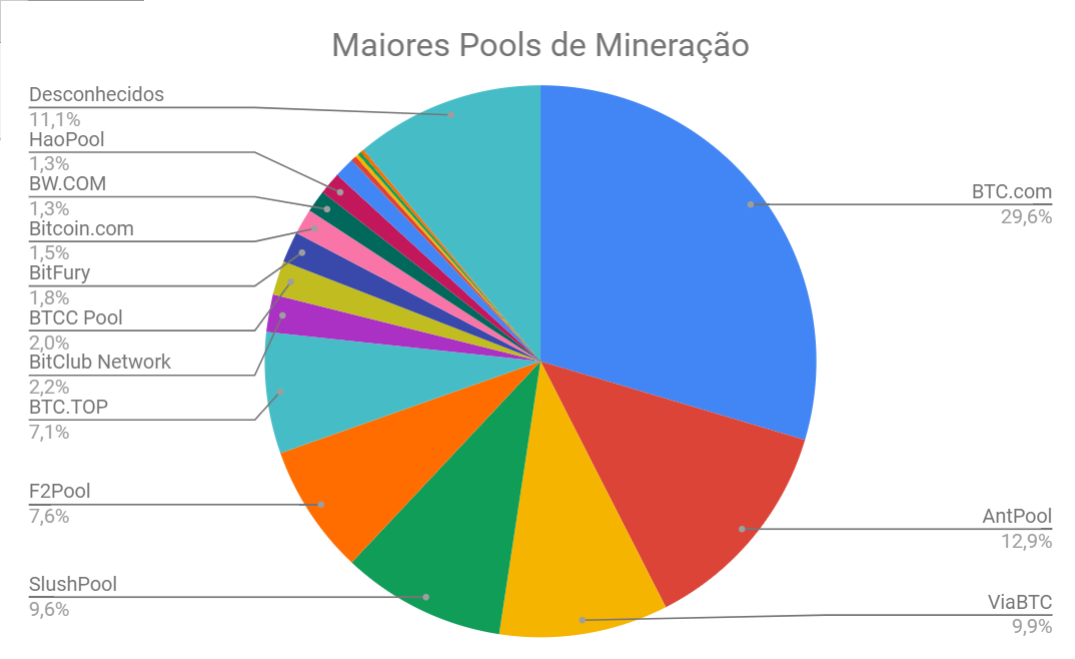
Principais Pools de MIneração

### F2Pool
A Discus Fish, também conhecido como F2Pool, é baseado na China. A F2Pool minerou cerca de 19,5% de todos os blocos nos últimos seis meses.

### AntPool
Antpool é outro pool de mineração com sede na China, mantido pela BitMain. A Antpool minera cerca de 18,5% de todos os blocos.

### BitFury
A BitFury é um dos maiores produtores de hardware e chips de mineração da Bitcoin. BitFury atualmente minera cerca de 13% de todos os bitcoins em três data centers em toda a Geórgia. É um pool de mineração privado e nem todo minerador pode participar dela. A BitFury é a maior mineradora de bitcoin do mundo.

### BTCC
A BTCC é a terceira maior exchange de Bitcoin da China. Seu pool de mineração atualmente explora cerca de 11,5% de todos os blocos.

### BWPool
A BWPool, criada em 2014, é outra empresa de mineração com sede na China. Minera atualmente cerca de 8% de todos os blocos.

### KnCMiner
A Suécia é o lar da KnCMiner, uma produtora Bitcoin baseada em Estocolmo. KnCMiner atualmente minerado cerca de 6% de todos os blocos. KnCMiner não é um pool e minera bitcoins em seus próprios armazéns.